# HMS Vanguard (23)
El HMS Vanguard fue un acorazado rápido británico construido durante la Segunda Guerra Mundial y puesto en comisión tras el fin del conflicto. Fue único en su clase, también el más grande, el más rápido y el último dreadnought de la Real Armada Británica, además del último acorazado construido en el mundo. Su diseño comenzó antes de la guerra porque la Real Armada previó que sería superada en número de acorazados por la combinación de los buques alemanes y japoneses a principios de los años 40. Además, en el nuevo buque podrían montar viejos cañones y torretas que tenían almacenados, con lo que sería rápidamente construido y equipado. El diseño de los acorazados clase Lion fue modificado para adaptarse a los diferentes tipos de armamento principal y ahorrar tiempo, pero el trabajo de diseño se interrumpió en varias ocasiones durante la guerra. Su diseño fue revisado muchas veces, incluso después de comenzar su construcción, para reflejar la experiencia en la guerra, lo que impidió que fuera terminado antes del fin del conflicto. 
La primera misión del Vanguard, tras completar sus pruebas de mar a fines de 1946, fue transportar al rey Jorge VI y su familia a principios de 1947 en el primer Tour Real por Sudáfrica de un monarca reinante del Reino Unido. Mientras era reacondicionado tras su retorno, el acorazado fue seleccionado para otro Tour Real por Australia y Nueva Zelanda en 1948. Sin embargo, éste fue cancelado por el empeoramiento de la salud del rey, y el Vanguard se convirtió brevemente en buque insignia de la Flota Mediterránea de la Marina Real británica a comienzos de 1949. Tras el retorno del acorazado al Reino Unido a mediados de 1949 fue nombrado buque insignia del Escuadrón de Entrenamiento de la Home Fleet británica. A lo largo de su carrera el acorazado sirvió usualmente como buque insignia de las flotas a las que fue asignado. El Vanguard también participó en la coronación de Isabel II en 1953. A comienzos de los años 50 el buque participó en numerosos ejercicios de entrenamiento con las fuerzas de la OTAN. En sus retoques de 1955 el Almirantazgo británico anunció que el acorazado iba a ser puesto en la reserva al término de los mismos. El Vanguard acabó vendido para chatarra a fines de 1959 y fue desguazado a partir de 1960.

## Construcción
Al comienzo de la Segunda Guerra Mundial el Almirantazgo decidió concentrar los limitados recursos de construcción naval en buques que pudieran entrar en servicio en un corto período, antes que en los buques más potentes que precisaban períodos más largos y podrían llegar tarde para participar en el conflicto. Debido al tiempo y la cantidad de recursos necesarios para construir las 12 torres triples de 16” (406 mm) necesarias para los cuatro acorazados de la clase Lion fueron cancelados.
En 1940, como plan alternativo, se sugirió usar las torres dobles de 381 mm (15”) usadas originalmente por los buques de su majestad Courageous y Glorious durante la Primera Guerra Mundial. Estas cuatro torres—suficientes para un nuevo acorazado—fueron retiradas durante la conversión del Courageous y del Glorious en portaaviones en la década de los 20 y desde entonces, permanecían almacenadas. La sugerencia, fue usar las torres y montajes de los dos cruceros de batalla en un diseño modificado de la clase Lion, diseñado para ser construido rápidamente, el diseño del acorazado, dio lugar a su apodo "El acorazado con los dientes de su tía abuela".
El Almirantazgo ordenó el diseño de un acorazado de 40 000 toneladas que utilizara estos cañones, para usarlo en la Far East Fleet, donde su alta velocidad y su armamento, podrían ser usado contra los buques de guerra japoneses. El Vanguard fue puesto en grada en 1941, por John Brown and Company, en la ciudad de Clydebank, Escocia, su casco, fue botado en noviembre de 1944; en anticipación a la Operación Downfall, la esperada invasión de Japón, aunque como resultado de la rendición de Japón, el buque no fue dado de alta hasta 1946.
Es interesante hacer notar, que mientras que los montajes de 15 pulgadas provenían de los Courageous y Glorious, los cañones en si eran una mezcla de las armas que habían sido usadas por varios buques que incluían a los Queen Elizabeth, Royal Sovereign y otros. Un solo cañón había sido usado por los Courageous o Glorious pero llegó al Vanguard vía el HMS Warspite. Dos de los montajes, habían sido pensados para los Renown y Repulse antes de ser asignados a los Courageous y Glorious.

## Historial

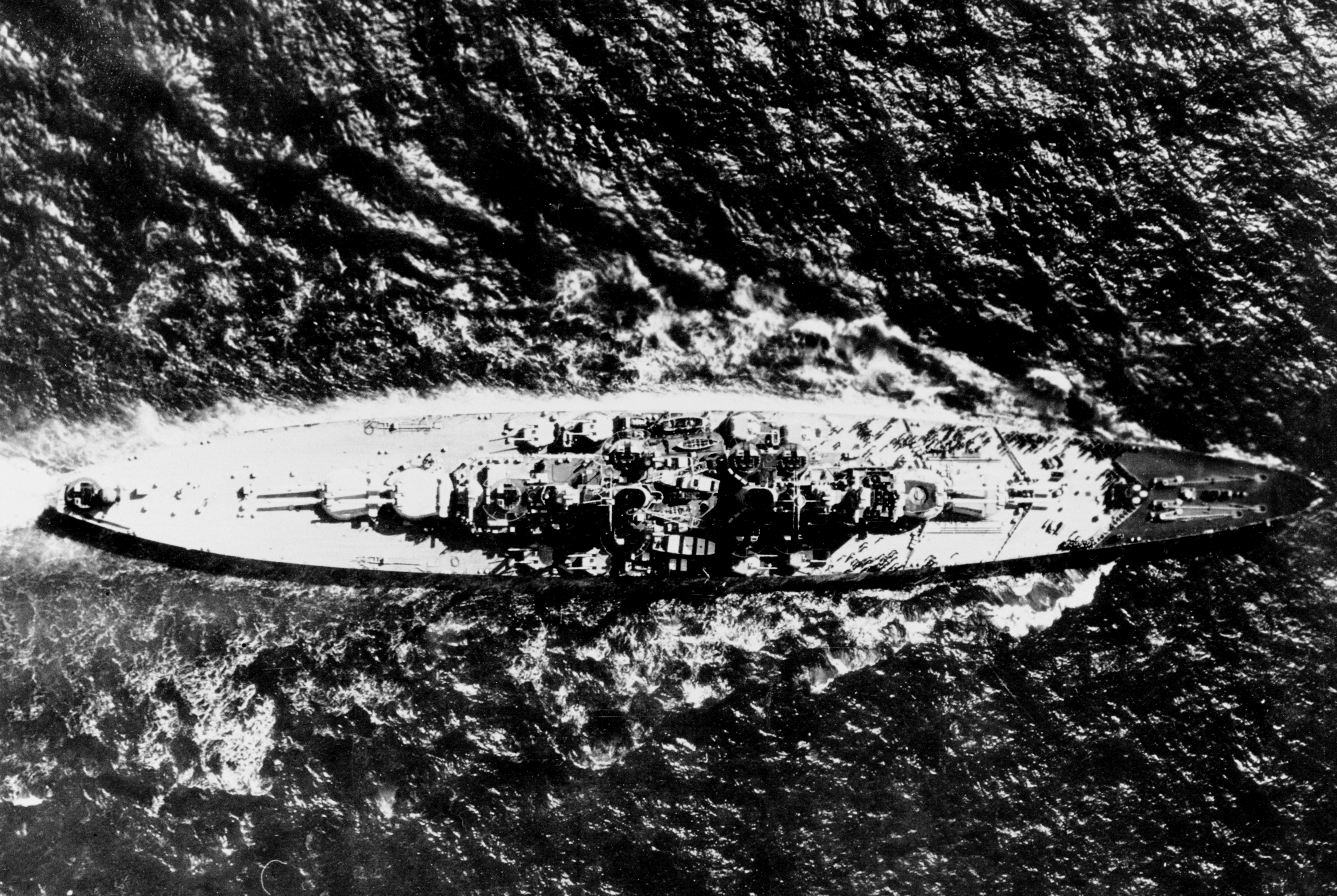
El Vanguard en vista de sobrevuelo.

Actuó varias veces como buque insignia, buque de entrenamiento, e incluso, como Yate Real, cuando en 1947, transportó a la familia real del rey Jorge VI hasta Sudáfrica. Esta fue la primera vez que su hija Isabel II, entonces princesa de Gales, salió de Gran Bretaña. El buque, tardó 17 días en llegar a Sudáfrica.
A finales de 1954 el Vanguard navegó hasta HMNB Devonport, para una modernización. Las reformas, concluyeron en 1955, tras lo cual, fue puesto en reserva, no retornando a la Home Fleet. En 1956 el Vanguard fue designado buque insignia de la flota de reserva de la Royal Navy. Mientras permanecía atracado en la cala de Fareham, durante su estancia en la flota de reserva, sirvió como escenario de rodaje para escenas de la película "Hundid el Bismarck". Durante este período, existía una cierta controversia sobre cual sería el buque del futuro. Se anunció en octubre de 1959 que el Vanguard sería desguazado en 1960. Los esfuerzos para convertirlo en un buque museo, no tuvieron éxito.
El 4 de agosto de 1960, cuando era remolcado desde Portsmouth a los astilleros de desguace en Faslane en Escocia, encalló a la salida del puerto. Finalmente, gracias a la ayuda de remolcadores, pudo por fin salir de Portsmouth. Cinco días después, llegó a Faslane y en la primavera de 1962 el barco terminó de ser desguazado.

## Diseño
El Vanguard era el único acorazado británico que tenía control de potencia remoto para el armamento principal, secundario y terciario. Tenía dos direcciones de tiro para los cañones de las torres de 381 mm (15 “), cada una, con un radar tipo 274 de control de tiro centimétrico para la telemetría y la localización de la caída del tiro. Tenía cuatro radares tipo Mark 37 de la US Navy para los cañones de 133 mm (5,25”), cada uno, portaba domos gemelos del tipo 275, un sistema de control de tiro centimétrico, cada Bofors séxtuple de 40 mm tenía su propio director CRBF (acrónimo inglés "close range blind fire" que significa fuego ciego de corto alcance) con RP50 RPC y Tipo 262, un centimétrico que transmitía a través de una pequeña antena parabólica que daba un estrecho cono de búsqueda. 
El Vanguard estaba considerado como un buque muy marinero, capaz de permanecer estable incluso con mar arbolada. Esto se debía al ensanchamiento de su manga, tras la experiencia con sus predecesores de la clase King George V, que habían sido construidos sin inclinación en la cubierta principal para dotar a la torre A con un ángulo de elevación de 0º, dando como resultado un buque poco marinero que tendía a acumular mucha agua entrando por la borda. Durante un ejercicio de la OTAN en los años 50, la cubierta principal del Vanguard permanecía seca en el Atlántico norte mientras disparaba sus cañones de grueso calibre, mientras que los acorazados clase Iowa de la US Navy, tenían mojadas incluso las torres de 406 mm (16”).

## Electrónica
- 1 Radar Tipo 960 de defensa aérea.
- 1 Radar Tipo 293 de búsqueda de objetivos.
- 1 Radar Tipo 277 buscador de altura.
- 2 Radares Tipo 274 control de tiro de 381 mm.
- 4 Radares Tipo 275 control de tiro de 133 mm.
- 10 Radares Tipo 262 para el control de tiro de 40 mm.